# Harold Boël
Jonkheer Harold Yves Henri Boël (New York, 27 augustus 1964) is een Belgisch ondernemer en bestuurder. Hij is CEO van de familiale investeringsvennootschap Sofina.

## Levensloop

### Familie
Jonkheer Harold Boël is een telg uit het geslacht Boël. Hij is een zoon van jonkheer Mickey Boël (1936) en Annick du Roy de Blicquy (1939). Zijn vader is een goede vriend van koning Albert II. Hij trouwde in 1992 met Clotilde de Peñaranda de Franchimont (1968), eerste eredame van koningin Mathilde. Ze hebben twee dochters.
Hij is een kleinzoon van industrieel René Boël en een neef van industrieel en senator Pol-Gustave Boël, gedelegeerd bestuurder en voorzitter van de raad van bestuur van Sofina en chemiemultinational Solvay Yves Boël en Nicolas Boël, voorzitter van de raad van bestuur van Solvay en bestuurder van Sofina.

### Carrière
Hij liep school aan het Institut Saint-Boniface in Elsene en studeerde aan het United World College of the Atlantic in Wales (1980-1982). Hij studeerde chemie aan de Brown-universiteit in de Verenigde Staten (1986) en studeerde af als ingenieur aan de École polytechnique fédérale de Lausanne in Zwitserland (1989).
Van 1994 tot 1997 was hij werkzaam voor het familiebedrijf Usines Gustave Boël, dat de familie Boël in 1997 gedeeltelijk verkocht aan de Nederlandse groep Hoogovens (later Corus IJmuiden), waar hij van 1997 tot 2005 aan de slag was. Van 2005 tot 2007 werkte hij voor Laura Metaal Eygelshoven en van 2007 tot 2008 voor BMF Participation. Sinds 2008 is hij CEO van de familiale en beursgenoteerde investeringsvennootschap Sofina.
Sinds 2012 is hij bestuurder van het Franse biotechnologiebedrijf bioMérieux en sinds 2014 van het in Chicago gevestigde onderzoeksbedrijf Mérieux NutriSciences. Sinds 2014 is hij voorzitter van United World Colleges Belgium en sinds 2019 bestuurder van de wereldwijde private schoolgroep Cognita Schools. Hij is tevens lid van de Commissie Corporate Governance.